# Бергер, Герхард
Ге́рхард Бе́ргер (нем. Gerhard Berger, род. 27 августа 1959, Вёргль) — австрийский автогонщик. Выступал в гонках Формулы-1 с 1984 по 1997 год. Наивысший результат в чемпионате — 3-е место в 1988 и 1994 годах. Бывший руководитель программы «БМВ» в Формуле 1, бывший совладелец команды Scuderia Toro Rosso.

## Карьера
Бергер начал с гонок «Альфа Ромео», но вскоре перешёл в Формулу-3, где выступал очень успешно и составил конкуренцию Ивану Капелли в борьбе за титул чемпиона Европы 1984 года. В конце этого года он успешно дебютировал в Формуле-1 с «ATS», придя шестым в своей второй гонке, хотя и не имел права получить очки за это место, поскольку не был официально допущен к участию в чемпионате.
В 1985 году дела шли хорошо, пока Герхард не попал в дорожное происшествие, получив перелом шейных позвонков. Несмотря на неблагоприятные прогнозы врачей, он быстро встал на ноги и выступал за «Эрроуз», в том же году завоевав очки в двух последних гонках сезона. Переход в 1986 году в команду «Бенеттон» принёс ему первую победу в Мехико и помог заключить контракт с «Феррари» на следующий сезон. И снова успех пришёл в конце сезона — на счету Герхарда были две победы в Гран-при. Ещё одна победа и более стабильные выступления позволили ему занять третье место в чемпионате 1988 года.
В 1989 году, последнем сезоне с «Феррари», машина не позволяла ему финишировать вплоть до сентября. На третьем круге Гран-при Сан-Марино австриец попал в аварию в повороте Тамбурелло, его машина загорелась, но благодаря быстрому приезду медиков ему удалось избежать худшего. Раздосадованный Бергер в 1990 году перешёл в «Макларен», став напарником Айртона Сенны. Он редко показывал скорость Сенны, но, во всяком случае, вызывал у него симпатию и оставался одним из лидеров пелотона до своего возвращения в «Феррари» в 1993 году. Сильное давление на гонщиков команды из-за необходимости преодолеть долгую серию гонок без побед закончилось победой Бергера в 1994 году на Гран-при Германии. К этому могла бы и прибавиться победа в Австралии, но австриец слишком широко зашёл в один из поворотов и пропустил вперёд Найджела Мэнселла. В итоге он занял второе место и укрепил этим своё высокое третье в общем зачёте.
На сезон 1995 года Герхард пытался достичь соглашения с «Бенеттоном» или «Уильямсом», но это не удалось. Оставшись в «Феррари», Бергер шесть раз финишировал третьим. В 1996 году, не захотев остаться в «Феррари», он вернулся в «Бенеттон», но победы не приходили. Например, в Германии у него за несколько кругов до финиша сгорел мотор. Ожидания не подтвердились и в следующем году, несмотря на блестящее второе место в Бразилии. По ходу сезона Герхард был вынужден пропустить три гонки из-за тяжёлого гайморита, но сумел восстановиться и сразу по возвращении выиграл с поула Гран-при Германии, показав при этом лучший круг в гонке и пролидировав почти на всех кругах. В конце сезона он объявил об уходе из гонок и вскоре стал руководителем проекта «БМВ» в Формуле-1.
Бергер свою первую победу в карьере одержал на Гран-при Мексики 1986 года, эта победа стала и первой победой в истории команды Benetton. Свою последнюю победу в карьере Бергер одержал на Гран-при Германии 1997 года, это оказалась и последняя победа в истории команды Benetton.

## Результаты выступлений в Формуле-1
| Легенда к таблице |                                                                    |
| --- | ------------------------------------------------------------------ |
| В таблице перечислены результаты всех Гран-при Формулы-1, в которых принимал участие гонщик. Строками таблицы являются сезоны, столбцами — этапы чемпионата мира. В каждой клетке указаны сокращённое название этапа и результат, дополнительно обозначенный цветом. Расшифровка обозначений и цветов представлена в нижеследующей таблице. |                                                                    |
| \| Пример \| Описание \| \| ------------ \| ------------------------------------------------------------------ \| \| 1 \| Победитель \| \| 2 \| Второе место \| \| 3 \| Третье место \| \| 5 \| Финишировал, заработав очки \| \| Сход \| Не финишировал, но при этом заработал очки \| \| 12 \| Финишировал, не получив очков \| \| НКЛ \| Финишировал, но не попал в финальную классификацию \| \| 15 \| Участвовал вне зачёта, либо по отдельной классификации \| \| 18 \| Не финишировал, но попал в финальную классификацию \| \| Сход \| Не финишировал \| \| НКВ \| Не прошёл квалификацию \| \| НПКВ \| Не прошёл предквалификацию \| \| ДСК \| Дисквалифицирован \| \| ИСК \| Исключён из протокола соревнований \| \| ТТ \| Заявлен для участия только в тренировках \| \| НС \| Участвовал в квалификации, но не стартовал в гонке \| \| Т \| Травмирован или болен \| \| ОТК \| Отказ от участия \| \| НТР \| Прибыл на соревнования, но на трассу не выезжал \| \| НПР \| Был заявлен в числе участников, но не прибыл к началу соревнований \| \| О \| Соревнования отменены \| \| \| Не участвовал \| \| Поул-позиция \| \| \| Быстрый круг \| \| |                                                                    |
| Пример | Описание                                                           |
| 1 | Победитель                                                         |
| 2 | Второе место                                                       |
| 3 | Третье место                                                       |
| 5 | Финишировал, заработав очки                                        |
| Сход | Не финишировал, но при этом заработал очки                         |
| 12 | Финишировал, не получив очков                                      |
| НКЛ | Финишировал, но не попал в финальную классификацию                 |
| 15 | Участвовал вне зачёта, либо по отдельной классификации             |
| 18 | Не финишировал, но попал в финальную классификацию                 |
| Сход | Не финишировал                                                     |
| НКВ | Не прошёл квалификацию                                             |
| НПКВ | Не прошёл предквалификацию                                         |
| ДСК | Дисквалифицирован                                                  |
| ИСК | Исключён из протокола соревнований                                 |
| ТТ | Заявлен для участия только в тренировках                           |
| НС | Участвовал в квалификации, но не стартовал в гонке                 |
| Т | Травмирован или болен                                              |
| ОТК | Отказ от участия                                                   |
| НТР | Прибыл на соревнования, но на трассу не выезжал                    |
| НПР | Был заявлен в числе участников, но не прибыл к началу соревнований |
| О | Соревнования отменены                                              |
| | Не участвовал                                                      |
| Поул-позиция |                                                                    |
| Быстрый круг |                                                                    |

| Код | Название Гран-при       | Код | Название Гран-при          |
| --- | ----------------------- | --- | -------------------------- |
| 500 | 500 миль Индианаполиса  | МАЗ | Гран-при Малайзии          |
| 70Л | Гран-при 70-летия       | МАЙ | Гран-при Майами            |
| АБУ | Гран-при Абу-Даби       | МАР | Гран-при Марокко           |
| АВС | Гран-при Австралии      | МЕК | Гран-при Мексики           |
| АВТ | Гран-при Австрии        | МЕХ | Гран-при Мехико            |
| АЗЕ | Гран-при Азербайджана   | МОН | Гран-при Монако            |
| АЙФ | Гран-при Айфеля         | НИД | Гран-при Нидерландов       |
| АРГ | Гран-при Аргентины      | ПЕС | Гран-при Пескары           |
| БАХ | Гран-при Бахрейна       | ПОР | Гран-при Португалии        |
| БЕЛ | Гран-при Бельгии        | РОФ | Гран-при России            |
| БРА | Гран-при Бразилии       | САН | Гран-при Сан-Марино        |
| ВЕЛ | Гран-при Великобритании | САП | Гран-при Сан-Паулу         |
| ВЕН | Гран-при Венгрии        | САУ | Гран-при Саудовской Аравии |
| ГЕР | Гран-при Германии       | САХ | Гран-при Сахира            |
| ДАЛ | Гран-при Далласа        | СИН | Гран-при Сингапура         |
| ДЕТ | Гран-при Детройта       | СОЕ | Гран-при США               |
| ЕВР | Гран-при Европы         | СШЗ | Гран-при США-Запад         |
| ИНД | Гран-при Индии          | ТИХ | Гран-при Тихого океана     |
| ИСП | Гран-при Испании        | ТОС | Гран-при Тосканы           |
| ИТА | Гран-при Италии         | ТУЦ | Гран-при Турции            |
| КАН | Гран-при Канады         | ФРА | Гран-при Франции           |
| КАТ | Гран-при Катара         | ШВА | Гран-при Швейцарии         |
| КИТ | Гран-при Китая          | ШВЕ | Гран-при Швеции            |
| КОР | Гран-при Кореи          | ШТИ | Гран-при Штирии            |
| ЛАС | Гран-при Лас-Вегаса     | ЭМИ | Гран-при Эмилии-Романьи    |
| СИЗ | Гран-при Сизарс-пэласа  | ЮЖН | Гран-при ЮАР               |
| ЛЮК | Гран-при Люксембурга    | ЯПО | Гран-при Японии            |

| Сезон | Команда                     | Шасси             | Двигатель        | Ш | 1        | 2        | 3        | 4        | 5        | 6        | 7        | 8        | 9        | 10       | 11       | 12       | 13       | 14       | 15       | 16       | 17       | Место | Очки |
| ----- | --------------------------- | ----------------- | ---------------- | - | -------- | -------- | -------- | -------- | -------- | -------- | -------- | -------- | -------- | -------- | -------- | -------- | -------- | -------- | -------- | -------- | -------- | ----- | ---- |
| 1984  | ATS Wheels                  | ATS D7            | BMW L4 (t/c)     | P | БРА      | ЮАР      | БЕЛ      | САН      | ФРА      | МОН      | КАН      | ДЕТ      | ДАЛ      | ВЕЛ      | ГЕР      | АВТ 12   | НИД      | ИТА 6    | ЕВР Сход | ПОР 13   |          | НКЛ   | 0    |
| 1985  | Barclay Arrows BMW          | Arrows A8         | BMW L4 (t/c)     | G | БРА Сход | ПОР Сход | САН Сход | МОН Сход | КАН 13   | ДЕТ 11   | ФРА Сход | ВЕЛ 8    | ГЕР 7    | АВТ Сход | НИД 9    | ИТА Сход | БЕЛ 7    | ЕВР 10   | ЮАР 5    | АВС 6    |          | 20    | 3    |
| 1986  | Benetton Formula Ltd.       | Benetton B186     | BMW L4 (t/c)     | P | БРА 6    | ИСП 6    | САН 3    | МОН Сход | БЕЛ 10   | КАН Сход | ДЕТ Сход | ФРА Сход | ВЕЛ Сход | ГЕР 10   | ВЕН Сход | АВТ 7    | ИТА 5    | ПОР Сход | МЕК 1    | АВС Сход |          | 7     | 17   |
| 1987  | Scuderia Ferrari            | Ferrari F1-87     | Ferrari V6 (t/c) | G | БРА 4    | САН Сход | БЕЛ Сход | МОН 4    | ДЕТ 4    | ФРА Сход | ВЕЛ Сход | ГЕР Сход | ВЕН Сход | АВТ Сход | ИТА 4    | ПОР 2    | ИСП Сход | МЕК Сход | ЯПО 1    | АВС 1    |          | 5     | 36   |
| 1988  | Scuderia Ferrari            | Ferrari F1-87/88C | Ferrari V6 (t/c) | G | БРА 2    | САН 5    | МОН 2    | МЕК 3    | КАН Сход | ДЕТ Сход | ФРА 4    | ВЕЛ 9    | ГЕР 3    | ВЕН 4    | БЕЛ Сход | ИТА 1    | ПОР Сход | ИСП 6    | ЯПО 4    | АВС Сход |          | 3     | 41   |
| 1989  | Scuderia Ferrari            | Ferrari 640       | Ferrari V12      | G | БРА Сход | САН Сход | МОН      | МЕК Сход | США Сход | КАН Сход | ФРА Сход | ВЕЛ Сход | ГЕР Сход | ВЕН Сход | БЕЛ Сход | ИТА 2    | ПОР 1    | ИСП 2    | ЯПО Сход | АВС Сход |          | 7     | 21   |
| 1990  | Honda Marlboro McLaren      | McLaren MP4/5     | Honda V10        | G | США Сход | БРА 2    | САН 2    | МОН 3    | КАН 4    | МЕК 3    | ФРА 5    | ВЕЛ 14   | ГЕР 3    | ВЕН 16   | БЕЛ 3    | ИТА 3    | ПОР 4    | ИСП Сход | ЯПО Сход | АВС 4    |          | 4     | 43   |
| 1991  | Honda Marlboro McLaren      | McLaren MP4/6     | Honda V12        | G | США Сход | БРА 3    | САН 2    | МОН Сход | КАН Сход | МЕК Сход | ФРА Сход | ВЕЛ 2    | ГЕР 4    | ВЕН 4    | БЕЛ 2    | ИТА 4    | ПОР Сход | ИСП Сход | ЯПО 1    | АВС 3    |          | 4     | 43   |
| 1992  | Honda Marlboro McLaren      | McLaren MP4/6B    | Honda V12        | G | ЮАР 5    | МЕК 4    |          |          |          |          |          |          |          |          |          |          |          |          |          |          |          | 5     | 49   |
| 1992  | Honda Marlboro McLaren      | McLaren MP4/7A    | Honda V12        | G |          |          | БРА Сход | ИСП 4    | САН Сход | МОН Сход | КАН 1    | ФРА Сход | ВЕЛ 5    | ГЕР Сход | ВЕН 3    | БЕЛ Сход | ИТА 4    | ПОР 2    | ЯПО 2    | АВС 1    |          | 5     | 49   |
| 1993  | Scuderia Ferrari            | Ferrari F93A      | Ferrari V12      | G | ЮАР 6    | БРА Сход | ЕВР Сход | САН Сход | ИСП 6    | МОН 14   | КАН 4    | ФРА 14   | ВЕЛ Сход | ГЕР 6    | ВЕН 3    | БЕЛ 10   | ИТА Сход | ПОР Сход | ЯПО Сход | АВС 5    |          | 8     | 12   |
| 1994  | Scuderia Ferrari            | Ferrari 412T1     | Ferrari V12      | G | БРА Сход | ТИХ 2    | САН Сход | МОН 3    | ИСП Сход | КАН 4    |          |          |          |          |          |          |          |          |          |          |          | 3     | 41   |
| 1994  | Scuderia Ferrari            | Ferrari 412T1B    | Ferrari V12      | G |          |          |          |          |          |          | ФРА 3    | ВЕЛ Сход | ГЕР 1    | ВЕН 12   | БЕЛ Сход | ИТА 2    | ПОР Сход | ЕВР 5    | ЯПО Сход | АВС 2    |          | 3     | 41   |
| 1995  | Scuderia Ferrari            | Ferrari 412T2     | Ferrari V12      | G | БРА 3    | АРГ 6    | САН 3    | ИСП 3    | МОН 3    | КАН 11   | ФРА 12   | ВЕЛ Сход | ГЕР 3    | ВЕН 3    | БЕЛ Сход | ИТА Сход | ПОР 4    | ЕВР Сход | ТИХ 4    | ЯПО Сход | АВС Сход | 6     | 31   |
| 1996  | Mild Seven Benetton Renault | Benetton B196     | Renault V10      | G | АВС 4    | БРА Сход | АРГ Сход | ЕВР 9    | САН 3    | МОН Сход | ИСП Сход | КАН Сход | ФРА 4    | ВЕЛ 2    | ГЕР 13   | ВЕН Сход | БЕЛ 6    | ИТА Сход | ПОР 6    | ЯПО 4    |          | 6     | 21   |
| 1997  | Mild Seven Benetton Renault | Benetton B197     | Renault V10      | G | АВС 4    | БРА 2    | АРГ 6    | САН Сход | МОН 9    | ИСП 10   | КАН      | ФРА      | ВЕЛ      | ГЕР 1    | ВЕН 8    | БЕЛ 6    | ИТА 7    | АВТ 10   | ЛЮК 4    | ЯПО 8    | ЕВР 4    | 5     | 27   |